# Paula Strasberg
Pour les articles homonymes, voir Strasberg.
Paula Strasberg (née Paula Miller le 8 mars 1909 à New York et décédée le 29 avril 1966 à New York d'un cancer des os) est une actrice américaine.
Elle est l'épouse de l'acteur américain Lee Strasberg et la mère de l'actrice américaine Susan Strasberg.

## Filmographie sélective
- L'Inassouvie